# Артюшкино (Марий Эл)
Артюшкино (мар. Артюшкансола) — деревня в Горномарийском районе Марий Эл Российской Федерации. Входит в состав Виловатовского сельского поселения.
Численность населения — 61 чел. (2010 год).

## География
Располагается в 7 км от административного центра сельского поселения — села Виловатово. Деревня протянулась вдоль оврага.

## История
Название деревни происходит от имени первопоселенца (Ортюк). Деревня впервые упоминается в 1859 году.

## Население
| 2002 | 2010 |
| ---- | ---- |
| 65   | ↘61  |